# Olivella sphoni
Olivella sphoni är en snäckart som beskrevs av Burch och Campbell 1963. Olivella sphoni ingår i släktet Olivella och familjen Olividae. Inga underarter finns listade i Catalogue of Life.